# Elemento (canción)
«Elemento» es una canción grabada e interpretada por la banda mexicana de rock contemporáneo Enjambre. La canción fue escrita por el vocalista de la banda Luis Humberto Navejas.
Fue lanzada a través de la discográfica EMI Music México, el 10 de junio de 2013 como el tercer y último sencillo de su cuarto álbum de estudio Los huéspedes del orbe. Ha logrado obtener más de 54 millones de reproducciones en Spotify. Fue versionada al género de bolero y danzón para el álbum Noches de salón.

## Video musical
El vídeo musical oficial de «Elemento» fue lanzado en junio de 2013 en la plataforma digital YouTube. El videoclip ha recibido más de 30 millones de vistas desde su publicación. Mientras que la versión de Noches de salón grabado en el Salón Los Ángeles ha alcanzado casi 1 millón de visualizaciones.

## Lista de canciones

### Descarga digital
| Elemento — Sencillo |            |          |  |
| N.º                 | Título     | Duración |  |
| 1.                  | «Elemento» | 3:26     |  |